# Golden Baby
Singles de Cœur de pirate
Adieu
(2011) Place de la République
(2013)
Golden Baby est une chanson de Cœur de pirate, issue de son second album Blonde. C'est le second single de l'album.

## Clip vidéo
Le clip a été tourné début février 2012 et il a été mis en ligne le 7 mars 2012. Comme pour le clip précédent, le réalisateur est Jérémie Saindon. 

Le clip met en scène une bande de jeunes adultes qui saccagent un centre commercial durant une virée nocturne. Béatrice Martin apparaît dans le clip, elle accompagne la bande de jeunes pendant la première partie du clip puis nous la retrouvons dans une voiture, seule.

## Palmarès
| Pays                     | Meilleure position | Certification |
| ------------------------ | ------------------ | ------------- |
| Belgique (Wallonie)      |                    |               |
| France                   | 94                 |               |
| France (téléchargements) |                    |               |
| Russie                   |                    |               |
| Suisse                   |                    |               |